# Władysław Żabiński
Władysław Żabiński (ur. 27 czerwca 1942 w Olszynach, zm. 21 lipca 2023) – polski polityk, ogrodnik, rolnik, samorządowiec, działacz opozycji antykomunistycznej w PRL, poseł na Sejm X, I i II kadencji.

## Życiorys

### Działalność zawodowa i społeczna
W 1960 ukończył Zasadniczą Szkołę Rolniczą w Wojniczu. Pracował w zawodzie ogrodnika. Od 1970 prowadził indywidualne gospodarstwo rolne w Sukmaniu. Działał w Krajowym Duszpasterstwie Rolników, należał do Małopolskiego Stowarzyszenia Agrarnego oraz Samarytańskiego Towarzystwa im. Jana Pawła II w Zakliczynie. Pełnił funkcję prezesa Polskiego Związku Hodowców Jeleniowatych.

### Działalność publiczna
Od 1968 należał do Zjednoczonego Stronnictwa Ludowego. W latach 70. zasiadał w Gminnej Radzie Narodowej w Wojniczu oraz w Wojewódzkiej Radzie Narodowej w Tarnowie. Uczestniczył w strajkach chłopskich w 1981. Był jednym z sygnatariuszy porozumień rzeszowsko-ustrzyckich, a następnie współtworzył powstały w wyniku ich podpisania Niezależny Samorządny Związek Zawodowy Rolników Indywidualnych „Solidarność”. Przewodniczył zarządowi województwa tarnowskiego związku. W czasie stanu wojennego został internowany na okres od grudnia 1981 do lutego 1982.
W 1989 został wybrany na posła X kadencji z ramienia ZSL w okręgu dębickim. Wybór uzyskał już w pierwszej turze (jako jedna z trzech osób reprezentujących koalicję rządzącą w okręgach) przy nieformalnym poparciu ze strony „Solidarności”.
W latach 1991–1997 był posłem I kadencji z listy Ludowego Porozumienia Wyborczego „Piast” (powołanego przez partie ludowe) i II kadencji z listy Polskiego Stronnictwa Ludowego. W Sejmie reprezentował okręgi tarnowskie: nr 31 i nr 46. W wyborach parlamentarnych w 1997 bezskutecznie kandydował do Senatu z ramienia komitetu „Zawsze Polska” w województwie tarnowskim, a w wyborach w 2001 także bez powodzenia ubiegał się o mandat w Sejmie z listy PSL (otrzymał 3585 głosów).
Po opuszczeniu PSL związał się z Samoobroną Rzeczpospolitej Polskiej, z ramienia której w 2006 został radnym powiatu tarnowskiego. W 2007 dołączył do Stronnictwa „Piast”. Objął funkcje wiceprezesa tej partii oraz prezesa jej władz wojewódzkich. Jako przedstawiciel tego ugrupowania w przedterminowych wyborach parlamentarnych w tym samym roku bez powodzenia kandydował z listy Prawa i Sprawiedliwości w okręgu tarnowskim (otrzymał 8164 głosy). W wyborach do Parlamentu Europejskiego w 2009 bezskutecznie startował z komitetu Libertas w okręgu małopolsko-świętokrzyskim (dostał 1184 głosy). W wyborach samorządowych w 2010 bez powodzenia ubiegał się o reelekcję do rady powiatu z listy Powiatowego Ruchu Samorządowego.

## Odznaczenia, wyróżnienia i upamiętnienie
W 2023 prezydent Andrzej Duda nadał mu pośmiertnie Krzyż Oficerski Orderu Odrodzenia Polski. W 2010 został przez prezydenta Lecha Kaczyńskiego odznaczony Krzyżem Kawalerskim tego orderu. W 1999 otrzymał Złoty Krzyż Zasługi, a w 2016 Krzyż Wolności i Solidarności.
W 1997 nadano mu tytuł honorowego obywatela gminy Zakliczyn. Został upamiętniony na odsłoniętej w 2021 tablicy w klasztorze franciszkanów w Zakliczynie.